# Karl Hoppenstedt (Politiker)
Karl Rudolph Ludwig Christoph Hoppenstedt (* 10. August 1800 in Stolzenau; † 5. November 1883 in Hannover) war ein deutscher Jurist und Politiker.

## Leben
Hoppenstedt studierte von 1820 bis 1822 Rechtswissenschaft an der Georg-August-Universität Göttingen. Nach verschiedenen Hilfstätigkeiten in Herzberg, Hildesheim, Steuerwald und Marienburg war er von 1831 bis 1849 Regierungsrat im Innenministerium des Königreichs Hannover, 1849/50 Statthaltereibeamter in Lauenburg, seit 1850 Regierungsrat in Wöltingerode, seit 1863 dasselbe in Burgwedel und schließlich erneut in Wöltingerode. Von 1863 bis 1866 war er auch Geheimer Regierungsrat im Hannoverschen Staatsrat.
Er war vom 23. März 1849 bis 15. Mai 1849 Mitglied der Frankfurter Nationalversammlung für Hannover in der Fraktion Augsburger Hof.
1853 war er Mitglied der Zweiten Kammer der Ständeversammlung des Königreichs Hannover.